# Янковски манастир
Янковският манастир „Успение на Пресвета Богородица“ (на македонска литературна норма: Јанковечки манастир „Успение на Пресвета Богородица“) е православен женски манастир край село Янковец, Северна Македония. Част е от Преспанско-Пелагонийската епархия.